# Miquel Llobet i Solés
Miquel Llobet i Solés   (Barcelona, 18 d'octubre de 1878 - Barcelona, 22 de febrer de 1938) fou un compositor i guitarrista català de gran prestigi, tant dins de la península com fora, i sobretot a l'Amèrica del Sud. És un dels màxims exponents de la guitarra catalana que la guerra va estroncar.

## Biografia

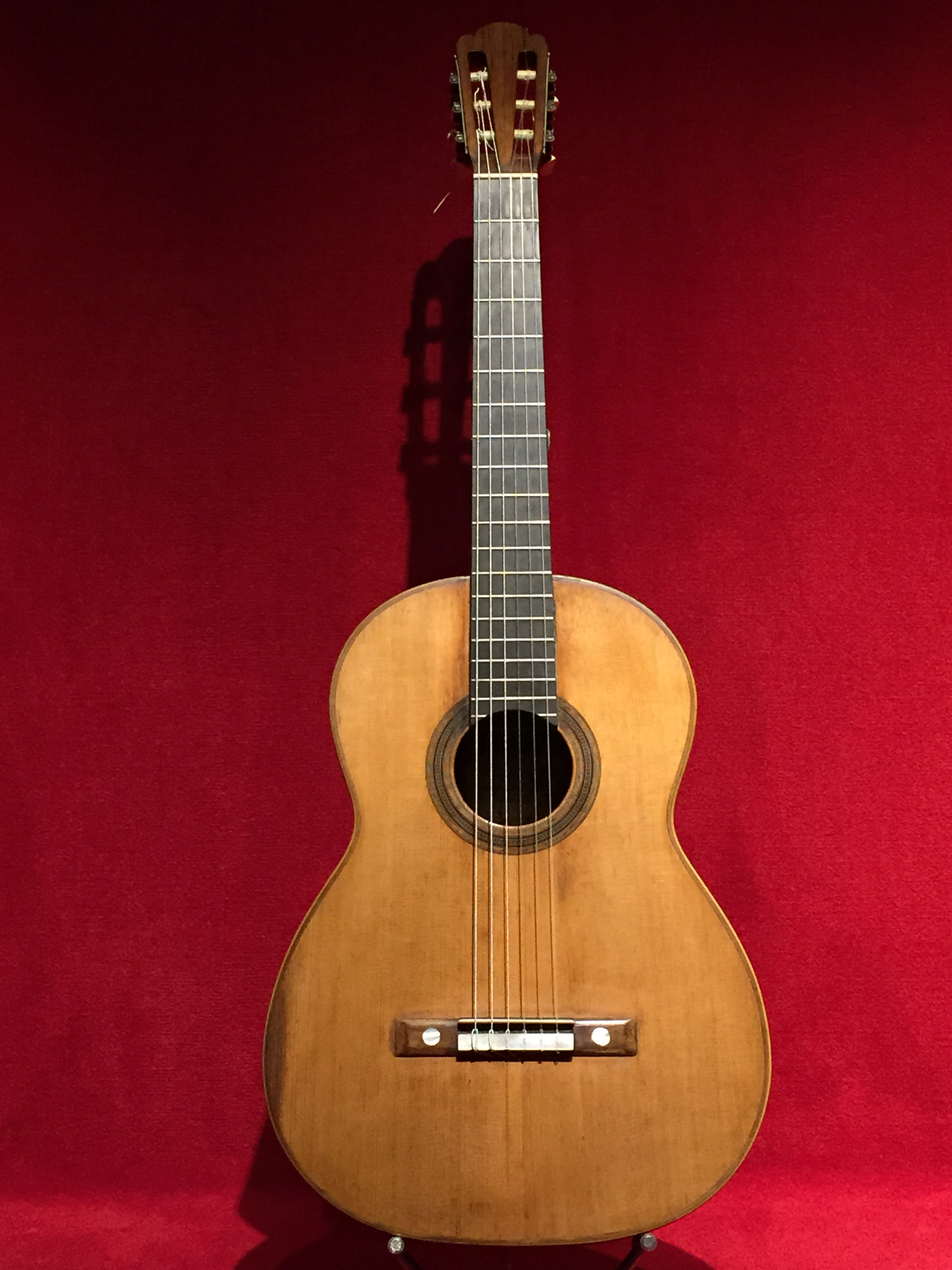
Guitarra construïda per Antonio de Torres, MDMB 626, al Museu de la Música de Barcelona

Miquel Arcàngel Francesc Llobet i Solés va viure dins d'un ambient i una família de caràcter burgès i artístic. Fill de Cassimir Llobet i de Joaquina Solés, va néixer al carrer de la Palma de Sant Just de Barcelona. El seu pare era daurador d'imatges i estava associat amb l'escultor Dionís Renart i Bosch, en un establiment d'escultura religiosa, on convivien tot tipus d'arts plàstiques. Aleshores, va voler encaminar el seu fill en un primer moment cap al dibuix (perquè era com un talent natural en la família) i el va enviar a estudiar a l'Escola Llotja amb el professor Francesc Torrescasana. Després, als deu anys, el va inscriure a fer estudis de solfeig, piano i violí a l'Escola Municipal de Música de Barcelona, dirigida pel mestre Rodorera, on fou company de grans personatges com Pau Casals, Manuel Burgès i María Barrientos.
A partir del mes d'octubre de l'any 1884, el famós concertista Francesc d'Assís Tàrrega i Eixea es va instal·lar a la ciutat comtal i va començar a donar classes de guitarra; va tenir entre els seus alumnes el que més tard també seria guitarrista famós, en Gracià Tarragó. El jove Miquel Llobet s'hi va apuntar i aquí és quan va començar una bona amistat entre ell i en Tàrrega. L'any 1889 el mestre li va dedicar una obra seva, anomenada Preludi número 2, i el deixeble, per la seva part, va fer la seva primera obra, la Romanza, que té una certa relació amb el preludi fet per Tàrrega.
Posteriorment, l'any 1897, amb només 19 anys, en tant que en Tàrrega se'n va anar a fer concerts a París, es va encarregar de les classes (de guitarra, bandúrria i mandolina) del Conservatori de Música i Declamació del Liceu, de les quals després serà anomenat professor en Josep Ferrer i Esteve.
L'any 1899 va ser productiu per a l'artista: va debutar el dia 6 de gener a Sabadell, amb companyia del violinista Joan Brujas i el pianista Josep Masllovet al Centre Musical de Fernando Gausente. Més tard, a petició del seu mestre Francesc Torrescasana, el 7 d'octubre va tocar a la nova seu del Cercle Artístic de Sant Lluc, al 335 de la Gran Via de les Corts Catalanes, obres de Tàrrega i quatre arranjaments de música de Mendelssohn, Chopin, Beethoven i Isaac Albéniz.
Fins aleshores havia centrat exclusivament la seva activitat a Catalunya i continuava assistint a les classes de dibuix del professor Torrescasana, però finalment va dirigir tota la seva atenció a una carrera com a compositor i guitarrista, en una producció tant concertística com guitarrística. Va ser alumne també de Magí Alegre.

#### La Lira Orfeo
Dins el context de professor de Conservatori, va fundar la Lira Orfeo a Barcelona: una agrupació d'instruments de corda polsada, composta per guitarres, bandúrries i llaüts, amb els quals feia molts concerts a la ciutat comtal. Es va dissoldre l'any 1904, quan en Miquel Llobet es traslladà a viure a París.
Durant aquest període, el que més es destaca és el canvi de jove deixeble d'en Francesc Tàrrega a competidor seriós d'aquest i que, a més, plantejà alternatives de l'estil intimista del seu mestre i amic. La intenció de Miquel Llobet era fer sortir un instrument com la guitarra (que sempre ha estat molt popular) del saló burgès i dotar-lo d'importància.

### Gira artística per Espanya
La seva primera gira artística va ser per Espanya, l'any 1901. El primer concert el celebrà a la ciutat de València
A Madrid va actuar a l'Ateneo i al Teatro de la Comedia i fins i tot va tocar per als monarques al Palau Reial.
Després de fer un concert a Màlaga, el van nomenar Profesor Honorario y Socio Facultativo del Conservatorio i, a Granada, actuà al Teatro Principal.
Vist el gran entusiasme que va despertar a la península, l'ambient artístic parisenc va acabar atraient-lo i el 1904 es traslladà a París amb el suport de Rafael Mitjana i Felip Pedrell entre d'altres.

### L'etapa francesa
A París va coincidir amb amics com Isaac Albéniz i Ricard Viñes, els quals el van introduir en Les Apaches, un grup radical on hi havia artistes joves de les diferents branques artístiques, amics de la gresca i enemics de Richard Wagner. L'entrada a aquest grup va representar un gran canvi en la seva formació, un xoc crucial. El van escoltar personatges tan destacats com Gabriel Fauré, Maurice Ravel, Vincent d'Indy, Paul Dukas o Claude Debussy (declarat gran admirador de Llobet). Tot això li va obrir portes cap a diferents centres musicals, en els quals sentir a tocar un guitarrista sol no es podia ni haver imaginat.
Des del 1904 fins al 1914, la ciutat francesa va ser la plataforma per poder anar més enllà dels seus horitzons artístics, ja que va actuar en nombroses sales; la més destacada va ser la Gran Sala de l'Schola Cantorum, en un concert de música catalana on també van intervenir artistes com Ricard Viñes, Blanca Selva i Maria Gay, entre d'altres.
Mentrestant, també anava visitant la ciutat natal i l'any 1907 es va casar amb una excel·lent pianista, Anna Durà Batlle (nom artístic: Anna Agullar), que va ser alumna de Joaquim Malats i Enric Granados. D'aquest matrimoni va sorgir la Miguelina, l'única filla que tindria en Miquel Llobet.

### Europa i Amèrica
Després d'actuacions per la zona francòfona, va emprendre viatge més endins d'Europa. On més va triomfar va ser a Alemanya. L'any 1914 va organitzar societats guitarrístiques per les principals ciutats alemanyes, però amb l'arribada de la Primera Guerra Mundial va tornar cap a Barcelona.
El primer viatge transatlàntic el va fer l'any 1910, amb destinació a Buenos Aires. Es va trobar amb Domènec Prat (company d'estudi de Llobet entre els anys 1895-1904), que des de feia tres anys residia a la capital argentina. L'èxit d'en Llobet a l'Argentina va ser tan gran que va anar a fer més concerts a altres països, com per exemple a Xile, i fins i tot va pujar cap al nord, als Estats Units (l'any 1913 actuà a Boston i a Filadèlfia, on va fer recitals privats, com per exemple a l'Opera House de Boston, amb la Boston Simphony com a espectadora).
Entre el 1916 i 1917 va tornar a Amèrica: als Estats Units entre el maig i l'octubre de 1918 i després va fer un extens tour per Bolívia, Uruguai, Xile i l'Argentina. A l'últim país, a més, va anar a conèixer Maria Luisa Anido, una nena prodigi, guitarrista precoç, que va debutar amb un concert complet el dia 7 de maig de 1918, la primera part del qual va acabar amb una obra de Llobet, l'Escherzo vals. Llobet quedà impressionat per la precoç artista, que només tenia 11 anys, i ell, personalment, es va encarregar de perfeccionar els seus estudis i després va fer concerts a duo amb ella durant els anys 1925 - 1929
Va tornar a Barcelona durant un parell d'anys i després va tornar, l'any 1922 a Buenos Aires. La seva última gira va ser pels Estats Units, durant el 1931, i la Library of Congress (Washington DC) el van nomenar soci honorari.

### El merescut descans
Llobet va aturar la seva activitat artística l'any 1932, encara que durant dos anys més va estar donant classes a un jove cubà, José Reu de la Torre, en un pis del número 46 de la via Laietana.
A partir de l'any 1934 se sap poc de l'activitat i vida d'en Miquel Llobet, però és clar que visqué a Catalunya, fins que l'arribada de la Guerra Civil Espanyola li amargà els últims anys de vida. Va morir a casa seva, el 1938, i rebé sepultura dos dies després al cementiri de l'Est.

## Llista d'obres

### Composicions originals
- Romanza
- Estudi en Mi major
- Estudi Capricho en Re mayor (cita la Primera balada de Frédéric Chopin)[10]
- Mazurka, Variacions sobre un tema de Fernando Sor, que ret homenatge al català mort a París l'any 1839[15]
- Scherzo-Vals (mostra la dimensió brillant d'un virtuosisme transcendent, essencial en el guitarrisme de Llobet i una de les claus de la commoció que causava en els seus auditoris)[15]
- Preludi original
- Preludi en Re major (Pequeño recuerdo a la precoz guitarrista Maria Luisa Anido): frase de vuit compassos. El va escriure abans de conèixer-la en persona, l'any 1919, abans d'escoltar-la a Buenos Aires tocant una guitarra d'Antonio Torres que va pertànyer a Tàrrega.[17]
- Impromptu Respuesta (Dedicada a Maria Luisa Anido l'any 1922)[18]
- Preludi en La major
- Preludi en Mi major
- Preludi
- Estil

### Cançons populars
| El noi de la mare                                                                |
|                                                                                  |
| Nadala catalana del segle xvi interpretada amb guitarra clàssica (instrumental). |
|                                                                                  |

- El noi de la mare
- Plany
- La filla del marxant
- El testament d'Amèlia (1900)[20]
- Cançó del lladre
- Lo rossinyol
- Lo fill del rei
- L'hereu Riera
- El mestre: es pot veure un homenatge a Tàrrega perquè era el mestre de la guitarra per antonomàsia i, a més, podem sumar la mort d'Isaac Albéniz l'any 1909.[16]
- La filadora
- La presó de Lleida
- La nit de Nadal
- La pastoreta (allò infantil que tant va interessar els avantguardistes)[15]
- Leonesa
- Estilos populares argentinos núm. 1 i 2

### Transcripcions

#### Solos de guitarra
- Isaac Albéniz: Cádiz, Oriental, Sevilla, Torre Bermeja y Córdoba (inédita)
- Enric Granados: Danzas Españolas nos. 5, 7 & 10, Dedicatòria: La Maja de Goya
- Joaquín Valverde: Clavelitos

#### Duos de guitarra
- Isaac Albéniz: Rumors de la Caleta, Castilla, Sota la Palmera, Evocació
- Louis-Claude Daquin: Le Cou Cou
- Enric Granados: Danses Espanyoles nos 6 y 11
- Eduardo López Chavarri: Leyenda del Castillo Moro
- Felix Mendelssohn: Romanzas sense Paraules nos. 20 y 25
- Wolfgang Amadeus Mozart: Minuet de la Simfonia no. 39
- Piotr Ilitx Txaikovski: Humoresque, op.10 no.2

### Obres compostes / dedicades per a Miguel Llobet
- Francesc d'Assís Tàrrega i Eixea: Preludi núm. 2 en La menor[20]
- Manuel de Falla: Homenaje ante la tumba de Claude Debussy

### Gravacions històriques1925-1929
Són aquelles anteriors a mitjans del s. XX i sobretot a les que han marcat en el desenvolupament de la història.
- Julián Aguirre: Huella
- Isaac Albéniz: Evocación
- Johann Sebastian Bach: Sarabande
- Napoléon Coste: Etude op.38 no.21
- Miguel Llobet: El Testament d'Amelia, La Filla del Marxant, Plany, El Mestre
- Felix Mendelssohn: May Breezes
- Manuel M. Ponce: 2 Canciones Mejicanas
- Pedro M. Quijano;: Estilo Popular Criollo
- Fernando Sor: Andantino op.2 no.3, Estudio op.35 no.2, Minueto op.11, no.12
- Rogelio del Villar: Canción Popular Leonesa [Canción del Ladrón]

(* Dúos amb María Luisa Anido)
Editor: Chanterelle, 1990

## Discografia
- Lorenzo Micheli: Miguel Llobet - Complete guitar music. Editor:[Hong Kong]: Naxos Music Library, [2004] OCLC 57732810

Feta per Stefano Grondona :
- La Guitarra de Torres (Llobet, Tárrega) (1996/7, Divox CDX-29701)
- Homenaje (Ge Falla & Llobet and their world) (2006, Stradivarius STR 33660)
- Respuesta, Grondona plays the guitar works by Miguel Llobet (2006, Stradivarius STR 33770)
- Humoresque (Llobet & Anido in the 1920s) (2007, Stradivarius STR 33815)
- Sin Palabras, Grondona plays the romantic transcriptions by Miguel Llobet (2011,Stradivarius STR 33915)
- Stefano Grondona plays Quadrat d'Or arranged for guitar by Miguel Llobet (2012, Stradivarius STR 33924)

## Fortuna artística i crítica
En Miquel Llobet va demostrar, ja des de nen, un especial do per l'art. Primer, amb els treballs de pintura quan era més petit i durant l'adolescència, on es destaca un gran vigor i dedicació en la seva tècnica. Va realitzar diverses exposicions i fins i tot, en una crítica publicada al Diario de Barcelona el situava en un lloc de preferència entre els pintors. Amb el piano, violí... ja des de petit demostrà una excel·lent execució. Però finalment es va decantar per la vocació que més l'atreia i interessava, la guitarra.
Quan va fer la primera gira a Espanya va tenir tant d'èxit que un periodista del diari Las Provincias, el va descriure d'aquesta manera:
| «                        | Un músic complet que converteix la guitarra en orquestra especial i inesperada […] jove com és, ha arribat ja, i la seva feina perfecte el col·loca en el primer lloc al costat del gran Tàrrega. | » |
| — Eduardo López Chavarri | |   |

A França també rebia nombroses admiracions, com per exemple a la revista Le Monde Musical. Un crític d'aquesta va escriure sobre el Concert de Música Catalana a la Schola Cantorum, on també va participar Miquel Llobet:
| «                   | En el transcurs d'aquesta sessió es va escoltar al guitarrista Llobet. Llobet és en primer lloc un músic encantador, de gust delicat; però, és a més a més un intèrpret extraordinari i la guitarra es converteix entre les seves mans en un maravellós instrument capaç de transmetre tant els sentiments més íntims com els més intensos i tan emocionant com el violí quan és tocat pels més grans. | » |
| — Deodat de Severac | |   |

També ha arribat una fortuna crítica sobre ell des d'Alemanya. Prové de la revista Del Guitarrefreund de Múnic:
| «                           | El professor Miquel Llobet, el qual el seu renom com a primer virtuós de la guitarra havia arribat a nosaltres des de feia ja temps, ha obtingut un èxit tal com pocs cops ha pogut registrar-se dins les sales de concerts. M'imagino que en el seu temps Niccolò Paganini, en les seves actuacions, deuria provocar idèntiques sensasions. Una tècnica que supera en descreix a tot el que nosaltres havíem conegut fins ara, una sonoritat sorgida d'aquest instrument simple de sis cordes, que ningú ho hauria pensat mai, i encara més: una manera veritablement musical d'interpretar les peces més heterogènies amb una delicadesa extrema. No sorprèn que l'entusiasme del públic hagi anant augmentant d'obra en obra fins arribat finalment a produir un veritable frenesí. | » |
| — Dr. Bauer, crític musical | |   |

Va ser el gran compositor i concertista entre l'acabament del Romanticisme i els inicis de l'avantguarda del nou segle 1898-1920, és a dir, a Catalunya, entre el modernisme i el noucentisme (quan li va sorgir l'esperit creador). Gràcies a aquest "a cavall entre dos segles" podem veure dues cares diferents del compositor: la del segle xix, on es veu el punt àlgid d'una carrera guitarrística tradicional i la sel segle xx, factor important que comença a desencadenar quelcom nou, és a dir, és un punt d'inflexió, una figura clau dins del desenvolupament de la història de la guitarra.
Al Museu de la Música de Barcelona es conserven 18 guitarres del músic, que la seva filla va oferir l'any 1953. De totes, destaca la que va utilitzar en concert al llarg de tota la seva vida, construïda per Antonio de Torres.